# Герб Охтирки
Герб Охти́рки — офіційний геральдичний символ міста Охтирки Сумської області, затверджений 30 січня 2004 року 17-ю сесією Охтирської міської ради четвертого скликання.

## Опис
Герб Охтирки періоду Російської імперії офіційно було затверджено в 1781 році — на блакитному фоні золотий трилистий хрест із променями сонця, що падають на нього, який зображує знаменитість цього міста за великою кількістю прихожих богомольців. 
Автором герба був майстер із геральдики Симон Бекенштейн. Герб міста зберіг свій вигляд і до цього часу.

## Історія
За даними книги Потто та Одінцова «Історія Охтирського полку» 12 червня 1775 року Охтирському гусарському полку (заснований у 1765  році) було надано герб, який уявляв собою щит, де на блакитному полі сяє Сонце, що сходить  і осяює золотий чотирикінцевий хрест. Автори надають гіпотези, що це символ слави старого козацтва яке довго обороняло православ’я від католиків поляків та мусульман татар. Цей герб розміщувався на полкових печатках, трубах, литаврах. Слід зауважити, що у цей період герби були надані й іншим гусарським полкам, заснованим замість скасованих у 1765 році Слобідських козацьких полків.
У 1783 році Охтирський гусарський полк, під час реформ Потьомкіна переформовано на Охтирський полк української кінноти. Штандарт цього полку, як і раніше ніс на собі Охтирський герб.
У виданнях «Пам’ятної книги Харківської губернії» 1863 та 1865 років , надано опис герба Охтирки, він виглядав як:
| «В блакитному полі золотий хрест» |
У «Короткому нарисі історії Харківського дворянства» 1885 року, герб описаний як: 
| «В блакитному полі золотий хрест з сяйвом зверху, який вказує на відомість цього міста згідно великої кількості прихожих Богомольців» |
У 1901 році були випущені пам’ятні нагороди для особового складу Охтирського драгунського полку. Він виглядав як хрест у центрі якого знаходився герб Охтирки, у лівій, правій та верхній частинах хреста розміщувалися вензелі Російських імператорів та Московських царів, у нижній частині хреста стояли дати «1651» та «1901» які символізували умовну дату заснування Слобідських козацьких полків (новоутворені імперські полки отримали старшинство за умовним роком заснування козацьких), та рік 250-річчя полку.

## Галерея

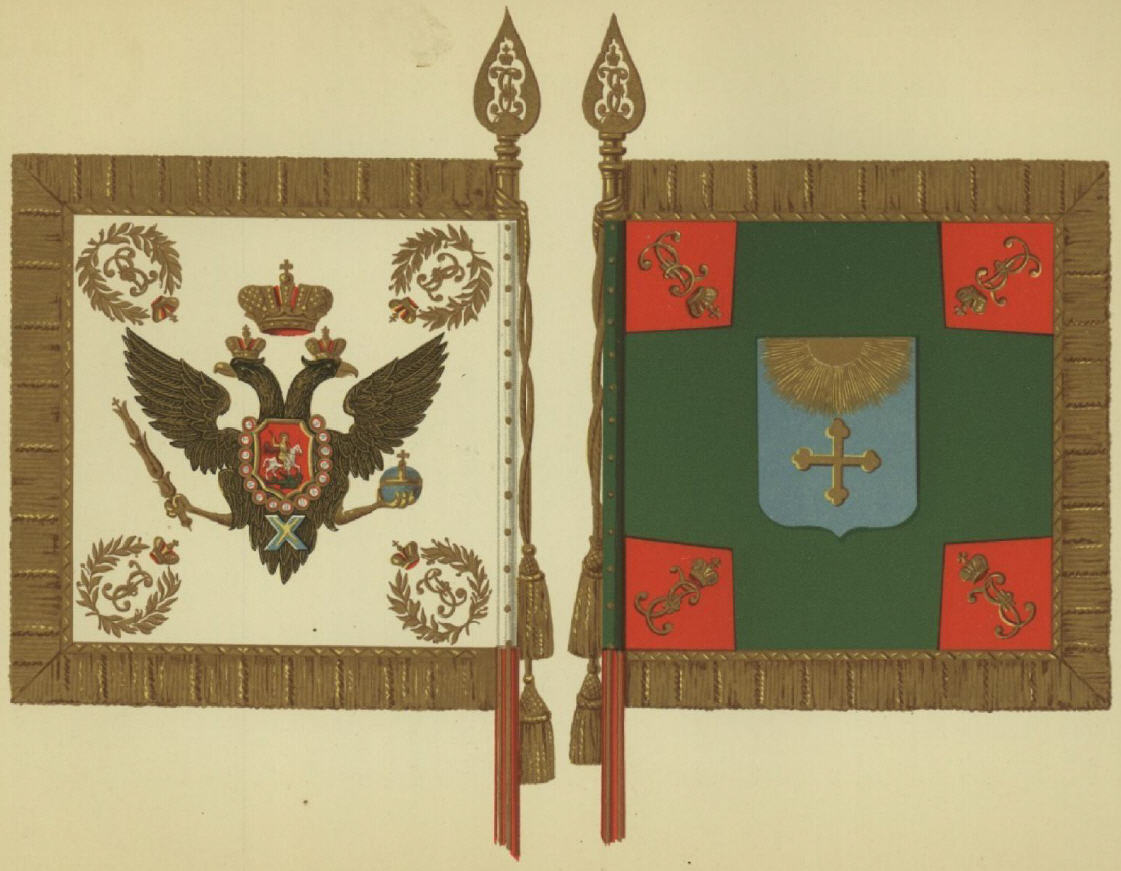
Штандарт Охтирського легкокінного полка (1782).
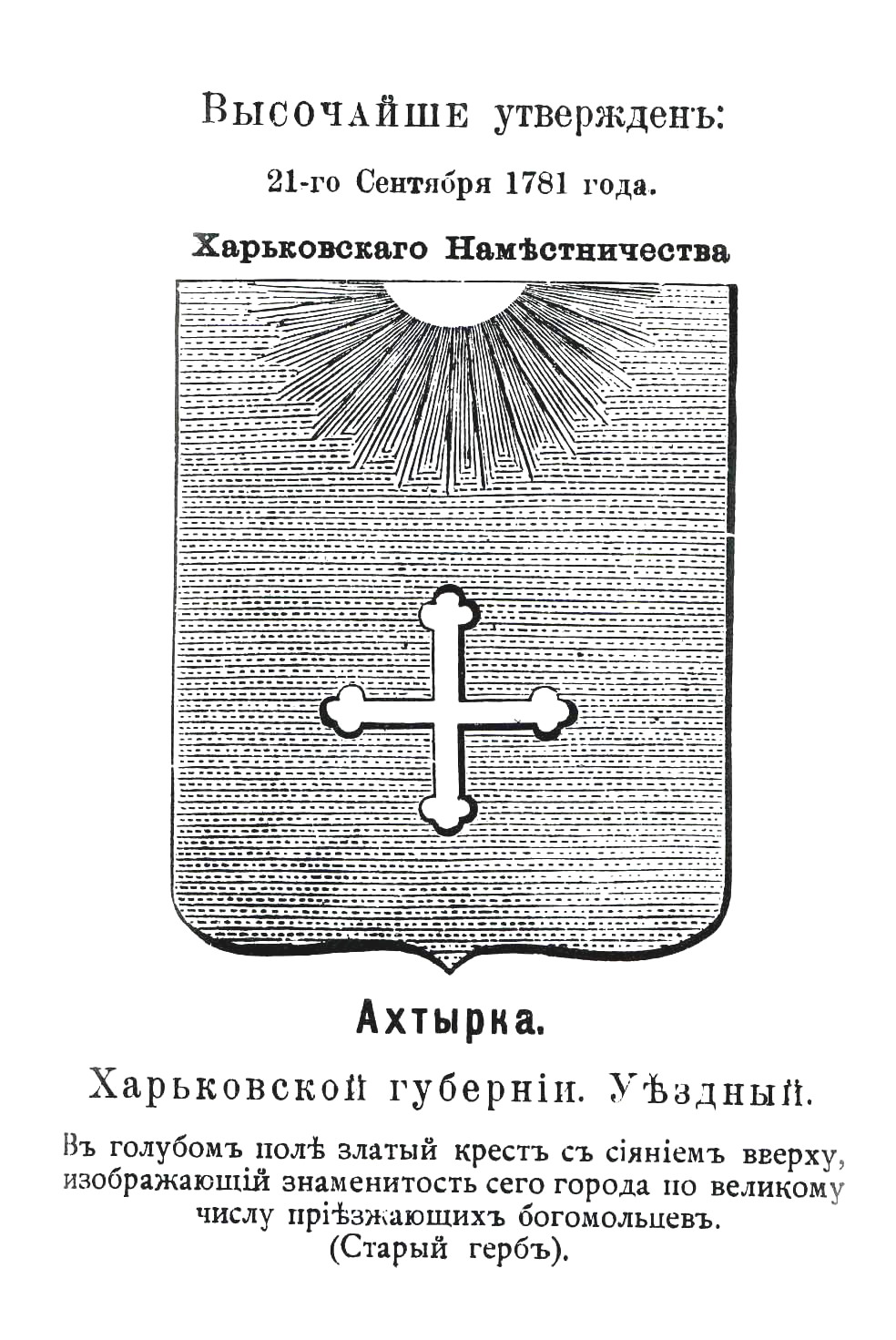
Герб повітового міста Охтирка. Затверджений 21 вересня 1781 року.
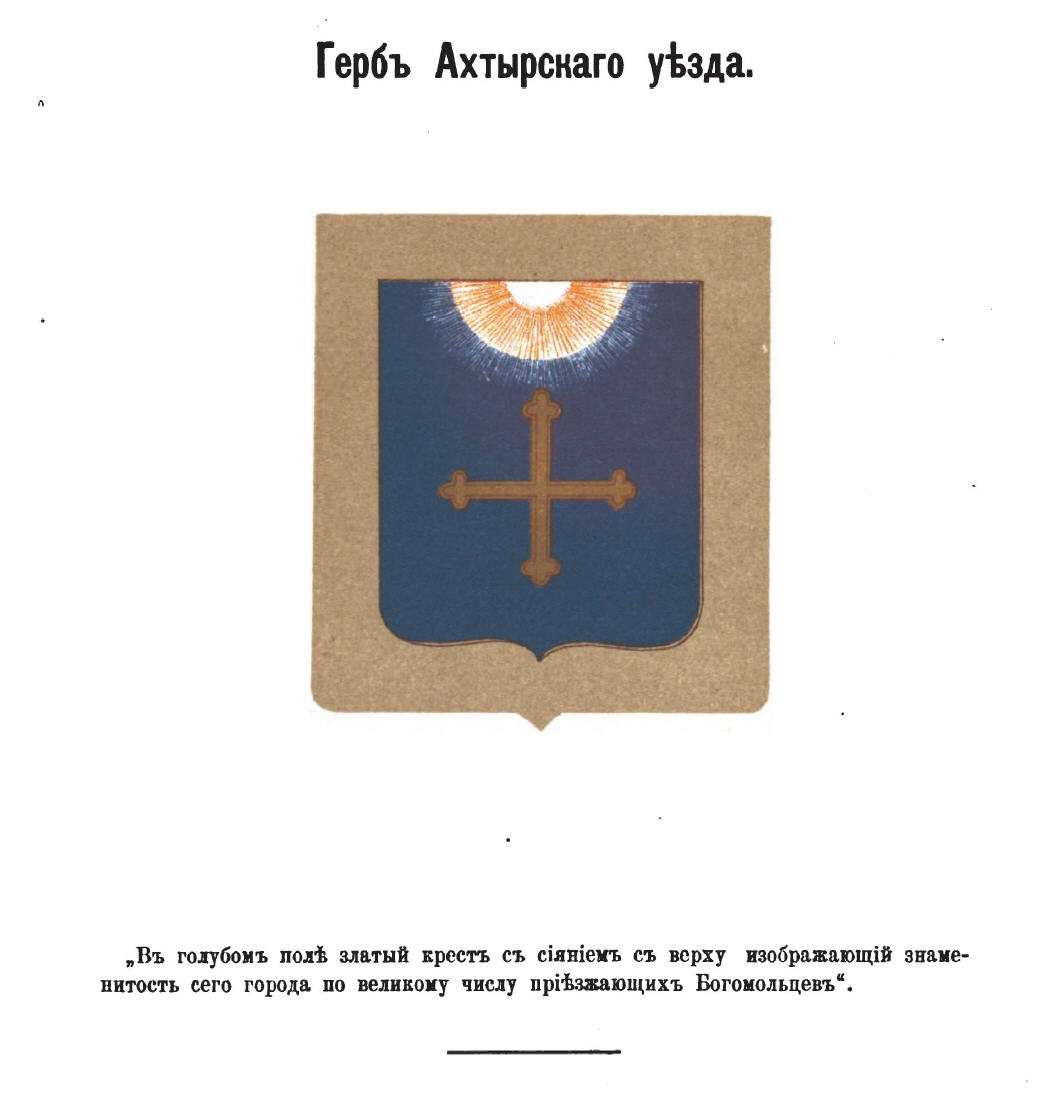
Герб Охтирського повіту (Ілляшевич, 1885).
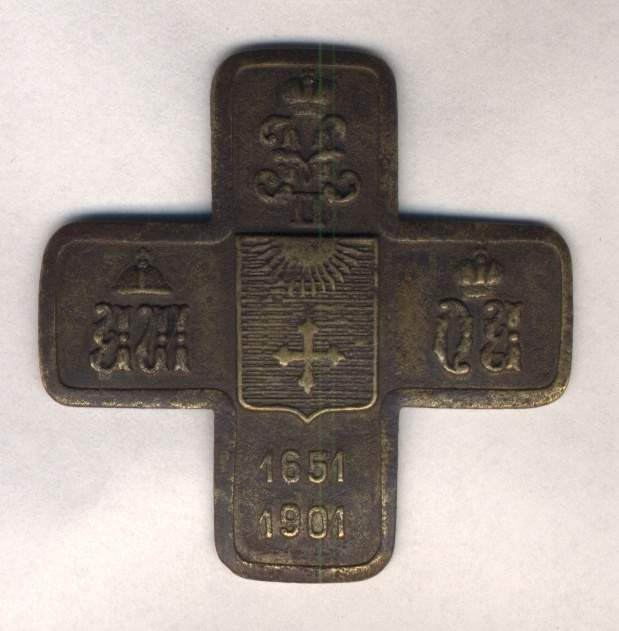
Пам’ятний полковий знак 36-го Охтирського драгунського полка (1901).
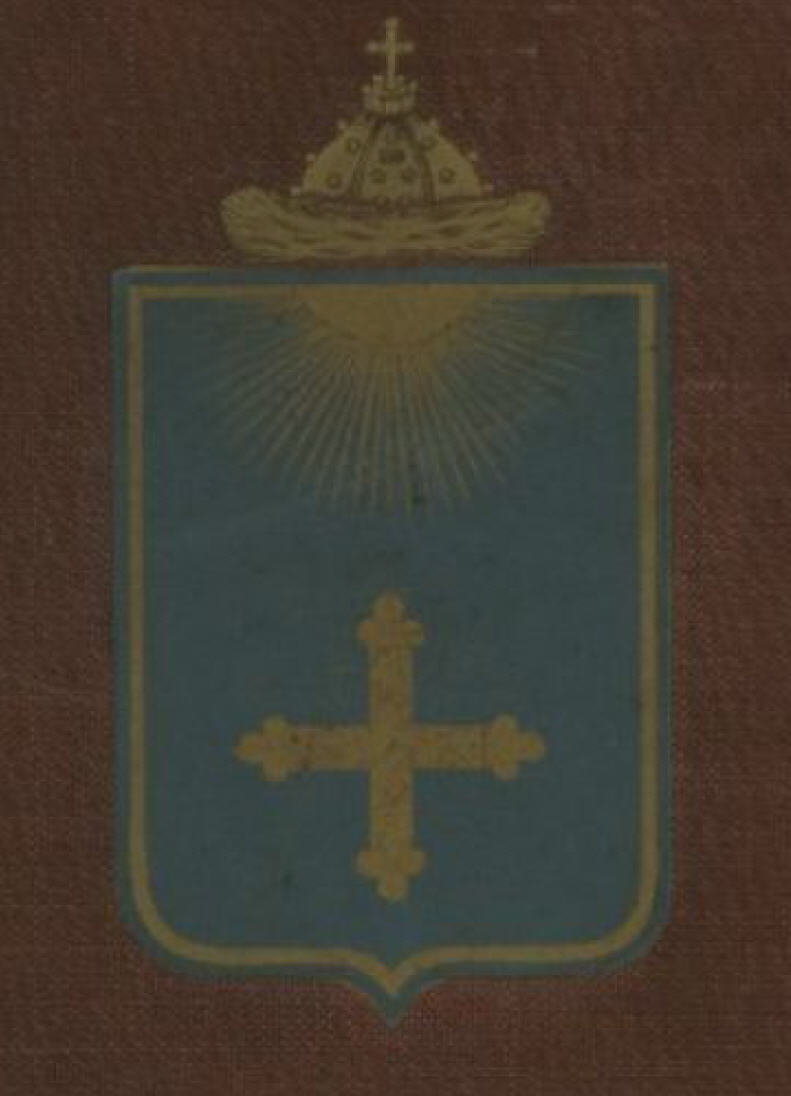
Обкладинка книги «Історія Охтирського полка» (1902).
Емблема футбольної команди «Нафтовик» (1980-2004)
Емблема футбольної команди «Нафтовик-Укрнафта»
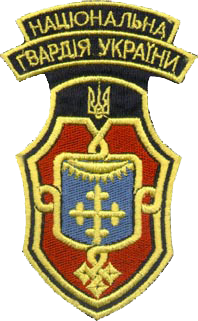
Шеврон 6-ї дивізії Національної гвардії (1993)
Нарукавний знак 91-го Охтирського окремого полка оперативного забезпечення